# ميهيشا
 ميهيشا  أو  ميشا  هو بركان تابع ل جزر ويندوارد في الجزء الشرقي من جزر المجتمع في بولينيزيا الفرنسية. هذه الجزيرة هي جزيرة صغيرة جداً ونشطة وتبلغ مساحتها 2.3 كيلومتر مربع (0.89 ميل مربع) وأعلى نقطة هي 435 مترا (1,427 قدم). في عام 1981 كانت الجزيرة مركزاً للزلازل.

## التاريخ
بركان ميهيشا شوهد من قبل الملاح الإسباني دومينغو دي بوينجيا في 6 تشرين الثاني عام 1772 بواسطة السفينة أغيلا. وقد سمى هذه الجزيرة ب «سان كريستوبال».

## الإدارة
إداريا ميهيشا جزء من فرنسا. الجزيرة غير مأهولة بالسكان وليس لديها الكثير من النباتات ولكن لديها الشعاب المرجانية الصغيرة على منحدرات تحت الماء.

## وصلات خارجية
- قاعدة بيانات ميهيشا
- ميهيشا
- رابط أندريه المفضل
- برنامج البراكين العالمي: ميهيشا
- رابط اندريه اليكساندر
- رحلات أسبانية